# Grand Chelem
El Grand Chelem es un título que se da en deportes de motor que indica que un piloto obtiene en el mismo fin de semana de carreras los siguientes logros:
- Pole position.
- Victoria.
- Vuelta rápida.
- Liderar todas las vueltas de la carrera.

Según las reglamentaciones de la FIA en vigencia durante 2013, el último ítem (liderazgo durante todas las vueltas de la prueba) se toma teniendo en cuenta al piloto que lidera la carrera en el momento de cumplirse cada vuelta. Como ejemplo, durante el Gran Premio de Corea del Sur de 2013, Sebastian Vettel obtuvo oficialmente un Grand Chelem, si bien durante una de sus paradas en boxes su compañero de equipo de Red Bull Racing, Mark Webber, llegó a liderar la prueba hasta que en el cierre de la vuelta siguiente él ingresó a boxes, devolviéndole la punta a Vettel.[cita requerida]

## Lista completa en la Fórmula 1
Datos actualizados hasta la temporada 2024.
| N.º | Piloto             | Cantidad | Grand Chelems |
| --- | ------------------ | -------- | --- |
| 1   | Jim Clark          | 8        | Gran Premio de Gran Bretaña de 1962, Gran Premio de Países Bajos de 1963, Gran Premio de Francia de 1963, Gran Premio de México de 1963, Gran Premio de Gran Bretaña de 1964, Gran Premio de Sudáfrica de 1965, Gran Premio de Francia de 1965, Gran Premio de Alemania de 1965 |
| 2   | Lewis Hamilton     | 6        | Gran Premio de Malasia de 2014, Gran Premio de Italia de 2015, Gran Premio de China de 2017, Gran Premio de Canadá de 2017, Gran Premio de Gran Bretaña de 2017, Gran Premio de Abu Dabi de 2019                                                                                |
| 3   | Alberto Ascari     | 5        | Gran Premio de Francia de 1952, Gran Premio de Alemania de 1952, Gran Premio de los Países Bajos de 1952, Gran Premio de Argentina de 1953, Gran Premio de Gran Bretaña de 1953                                                                                                 |
| 3   | Michael Schumacher | 5        | Gran Premio de Mónaco de 1994, Gran Premio de Canadá de 1994, Gran Premio de España de 2002, Gran Premio de Australia de 2004, Gran Premio de Hungría de 2004 |
| 3   | Max Verstappen     | 5        | Gran Premio de Austria de 2021, Gran Premio de Emilia-Romaña de 2022, Gran Premio de España de 2023, Gran Premio de Catar de 2023, Gran Premio de Baréin de 2024 |
| 6   | Jackie Stewart     | 4        | Gran Premio de Francia de 1969, Gran Premio de Mónaco de 1971, Gran Premio de Francia de 1971, Gran Premio de los Estados Unidos de 1972 |
| 6   | Ayrton Senna       | 4        | Gran Premio de Portugal de 1985, Gran Premio de España de 1989, Gran Premio de Mónaco de 1990, Gran Premio de Italia de 1990 |
| 6   | Nigel Mansell      | 4        | Gran Premio de Gran Bretaña de 1991, Gran Premio de Sudáfrica de 1992, Gran Premio de España de 1992, Gran Premio de Gran Bretaña de 1992 |
| 6   | Sebastian Vettel   | 4        | Gran Premio de India de 2011, Gran Premio de Japón de 2012, Gran Premio de Singapur de 2013, Gran Premio de Corea del Sur de 2013 |
| 10  | Nelson Piquet      | 3        | Gran Premio del oeste de los Estados Unidos de 1980, Gran Premio de Argentina de 1981, Gran Premio de Canadá de 1984 |
| 11  | Juan Manuel Fangio | 2        | Gran Premio de Mónaco de 1950, Gran Premio de Alemania de 1956 |
| 11  | Jack Brabham       | 2        | Gran Premio de Bélgica de 1960, Gran Premio de Gran Bretaña de 1966 |
| 11  | Mika Häkkinen      | 2        | Gran Premio de Brasil de 1998, Gran Premio de Mónaco de 1998 |
| 11  | Nico Rosberg       | 2        | Gran Premio de Rusia de 2016, Gran Premio de Europa de 2016 |
| 15  | Mike Hawthorn      | 1        | Gran Premio de Francia de 1958 |
| 15  | Stirling Moss      | 1        | Gran Premio de Portugal de 1959 |
| 15  | Jo Siffert         | 1        | Gran Premio de Austria de 1971 |
| 15  | Jacky Ickx         | 1        | Gran Premio de Alemania de 1972 |
| 15  | Clay Regazzoni     | 1        | Gran Premio del oeste de los Estados Unidos de 1976 |
| 15  | Niki Lauda         | 1        | Gran Premio de Bélgica de 1976 |
| 15  | Jacques Laffite    | 1        | Gran Premio de Brasil de 1979 |
| 15  | Gilles Villeneuve  | 1        | Gran Premio del oeste de los Estados Unidos de 1979 |
| 15  | Gerhard Berger     | 1        | Gran Premio de Australia de 1987 |
| 15  | Damon Hill         | 1        | Gran Premio de Hungría de 1995 |
| 15  | Fernando Alonso    | 1        | Gran Premio de Singapur de 2010 |
| 15  | Charles Leclerc    | 1        | Gran Premio de Australia de 2022 |

- En negrita, pilotos vigentes en la temporada 2025.

Sólo tres pilotos han logrado un Grand Chelem en dos carreras consecutivas; Alberto Ascari (Alemania y Países Bajos en 1952), Jim Clark (Países Bajos y Francia en 1963), y Sebastian Vettel (Singapur y Corea del Sur en 2013).
Por su parte, sólo Juan Manuel Fangio (Mónaco 1950), Nelson Piquet (Oeste de los Estados Unidos 1980), y Ayrton Senna (Portugal 1985) han hecho de sus primeras victorias puntuables un Grand Chelem.

## Lista completa en MotoGP
Datos actualizados hasta la temporada 2025.
| N.º | Piloto            | Cantidad | Grand Chelems |
| --- | ----------------- | -------- | --- |
| 1   | Marc Márquez      | 11       | Gran Premio de las Américas de 2014, Gran Premio de España de 2014, Gran Premio de las Américas de 2016, Gran Premio de las Américas de 2018, Gran Premio de Argentina de 2019, Gran Premio de Alemania de 2019, Gran Premio de Aragón de 2019, Gran Premio de Japón de 2019, Gran Premio de Aragón de 2024, Gran Premio de Aragón de 2025, Gran Premio de Alemania de 2025        |
| 2   | Casey Stoner      | 10       | Gran Premio de Estados Unidos de 2007, Gran Premio de la República Checa de 2007, Gran Premio de San Marino de 2007, Gran Premio de Gran Bretaña de 2008, Gran Premio de los Países Bajos de 2008, Gran Premio de la Comunidad Valenciana de 2008, Gran Premio de Catar de 2009, Gran Premio de Australia de 2010, Gran Premio de Aragón de 2011, Gran Premio de Australia de 2011 |
| 3   | Jorge Lorenzo     | 5        | Gran Premio de Gran Bretaña de 2010, Gran Premio de Japón de 2013, Gran Premio de España de 2015, Gran Premio de la Comunidad Valenciana de 2015, Gran Premio de la Comunidad Valenciana de 2016 |
| 3   | Francesco Bagnaia | 5        | Gran Premio de Algarve de 2021, Gran Premio de España de 2022, Gran Premio de Italia de 2023, Gran Premio de Austria de 2023, Gran Premio de los Países Bajos de 2024 |
| 5   | Dani Pedrosa      | 3        | Gran Premio de Italia de 2010, Gran Premio de San Marino de 2010, Gran Premio de España de 2017 |
| 6   | Loris Capirossi   | 1        | Gran Premio de España de 2006 |
| 6   | Valentino Rossi   | 1        | Gran Premio de España de 2016 |
| 6   | Fabio Quartararo  | 1        | Gran Premio de Andalucía de 2020 |
| 6   | Miguel Oliveira   | 1        | Gran Premio de Portugal de 2020 |
| 6   | Marco Bezzecchi   | 1        | Gran Premio de la India de 2023 |

- En negrita, pilotos vigentes en la temporada 2025.